# Phacaceae
Phacaceae is een familie in de taxonomische indeling van de Euglenozoa. Deze micro-organismen zijn eencellig en meestal rond de 15-40 mm groot. Phacaceae werd in 2010 ontdekt door J.I.Kim, Triemer & W. Shin.